# Menduh Thaçi
Pour les articles homonymes, voir Thaci.
Menduh Thaçi, né le 3 mars 1965, est un homme politique macédonien.